# Colonia penal
Una colonia penal es una colonia usada como establecimiento penitenciario en la que los presos realizan trabajos forzados. Las colonias penales más conocidas son las que mantuvo el Imperio británico en Australia, durante los siglos XVIII y XIX, y Francia en la Guyana Francesa, durante los siglos XIX y XX.

## Generalidades
El régimen penitenciario era siempre muy duro y a menudo incluía graves castigos físicos. Así, aunque la condena no fuese a cadena perpetua, muchos fallecían de hambre, enfermedad, falta de asistencia médica y por exceso de trabajo, o incluso morían en intentos de fuga.
En el sistema penal colonial, los prisioneros eran deportados a lugares lejanos para disuadirlos de regresar después de que cumplieran la condena. Las colonias penales frecuentemente estaban situadas en tierras fronterizas, especialmente en partes inhóspitas, en las que el trabajo no remunerado beneficiaba a la metrópoli cuando no había inmigración suficiente o cuando los trabajadores forzados eran más rentables. De hecho, en ocasiones se llegó a condenar a personas por asuntos insignificantes con la intención de generar mano de obra barata.